# ジョルジュ・メリエス
ジョルジュ・メリエス（フランス語: Georges Méliès）、出生名マリー・ジョルジュ・ジャン・メリエス（フランス語: Marie Georges Jean Méliès、1861年12月8日 - 1938年1月21日）は、フランスの映画監督、俳優、マジシャンである。映画の創成期において様々な技術を開発した人物であり、世界初の職業映画監督のひとりといわれている。
SFXの創始者で、多重露光や低速度撮影、ディゾルブ、ストップ・トリックなどの技法を創出したほか、手作業で着色したカラー映画も作っている。また、メリエスは劇映画を作った最初の映画監督のひとりでもある。彼の最も有名な作品には『月世界旅行』（1902年）と『不可能を通る旅』（1904年）があるが、どちらもジュール・ヴェルヌのようなスタイルで不思議な宇宙旅行を描いた作品であり、黎明期の最も重要なSF映画の1本とみなされている。最初期のホラー映画の製作でも知られており、1896年の『悪魔の館』にまで遡る。

## 生い立ち

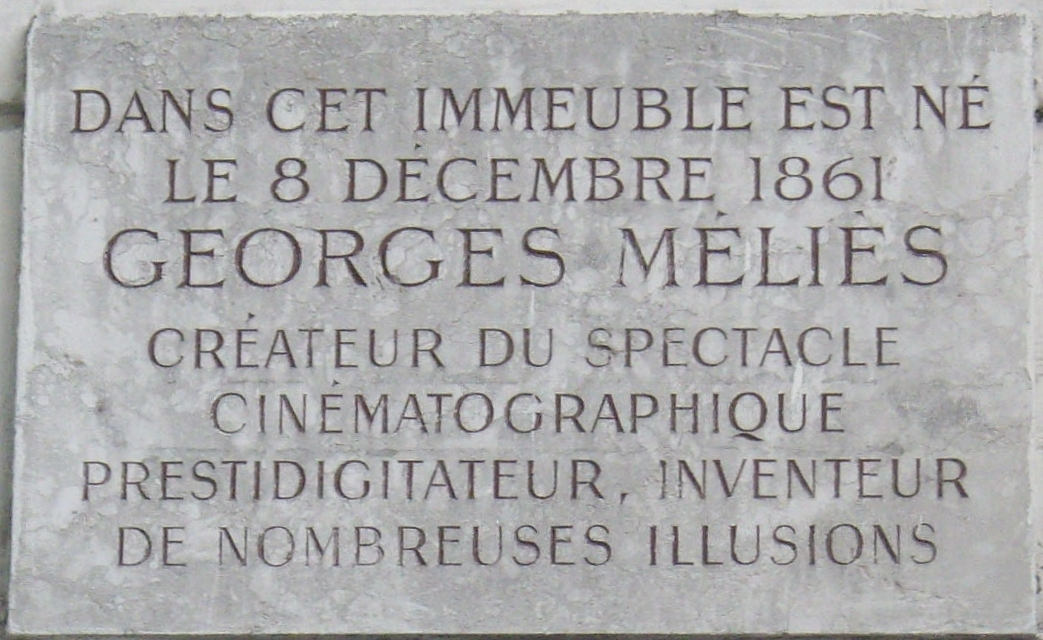
メリエスの生誕地を示す記念銘板

1861年12月8日、パリでジャン＝ルイ＝スタニスラス・メリエス（Jean-Louis-Stanislas Méliès）とオランダ人の妻ヨハンナ＝カタリナ・シュエリンフ（Johannah-Catherine Schuering）の間に生まれる。父は1843年に一人前の靴職人としてパリに出てきて、ブーツ工場で働き始め、そこで妻となる女性と出会った。母の父はオランダ王宮にブーツを納めていたブーツ職人だったが、工房が火事で壊滅してしまい、パリに出てきていた。2人は結婚し、高級ブーツを作る工房を開き、アンリとガストン・メリエスという2人の息子が生まれた。ガストンが生まれたころには裕福になっている。ジョルジュ・メリエスは7歳から学校に通っていたが、その学校は普仏戦争で砲撃された。その後は一流のリセ・ルイ＝ル＝グランに通っている。絵画の才能を発揮し、10歳で紙製のパペットで人形劇を作り、10代のころはさらに洗練された精密なマリオネットを作っている。1880年、バカロレアを取得。
映画製作を始めたころ「芸術的なものを生み出せるはずもない文盲」などと批判されたが、自身の回想録では正式な古典教育を受けていることを強調している。しかし同時に、自身の創造性が知性よりも本能的なものだと認めてもいる。

## 舞台

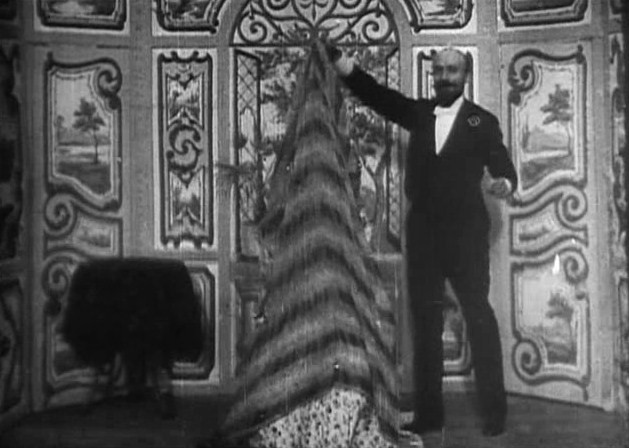
『ロベール＝ウーダン劇場における婦人の雲隠れ』

学校を出ると、2人の兄と共に実家の靴屋を手伝うようになり、そこで縫い方を習った。3年間の徴兵を経て、父によりロンドンに行かされ、一家の友人のもとで事務員として働く。ロンドン滞在中にエジプシャン・ホールでジョン・ネヴィル・マスケリンのイリュージョンを目にし、ステージ・マジックに熱中するようになった。1885年、エコール・デ・ボザールで絵画を学びたいという新たな希望を抱いてパリに戻った。しかし芸術家になるなら資金援助しないと父が言い張ったため、実家の工房の機械を監督することで妥協した。同年、兄の義理の妹との結婚話が持ち上がったが、それを拒否してウジェニー・ジェナン（Eugénie Genin）と結婚した。彼女は一家の友人の娘で、かなりの持参金を持たされていた。その後2人の子、ジョルジェット（Georgette、1888年生）とアンドレ（1901年生）をもうけた。
実家の工房で働きつつ、ステージ・マジックへの興味を育み続け、ロベール=ウーダン劇場の舞台に参加するようになった。ロベール＝ウーダン劇場は有名なマジシャンジャン・ウジェーヌ・ロベール＝ウーダンが創設した劇場である。またエミール・ヴォワザン（Emile Voisin）から奇術の手ほどきを受けて、Musée Grévin（パリの蝋人形館）やギャラリー・ヴィヴィエンヌでショーを開催した。
1888年、父が引退すると一家の事業の自分の相続分を2人の兄に売り、その金と妻の持参金を使ってロベール=ウーダン劇場を買い取った。その劇場は壮麗で、舞台照明もあり、様々な仕掛けや何体かのオートマタもあったが、それでできるイリュージョンは既に時代遅れのものだった。そのためメリエスが新装オープンさせても客の入りは低調だった。その後9年間、メリエスは30以上の新しいイリュージョンを考案し、ロンドンで見たような喜劇仕立てや恋愛劇仕立ての劇を組み込み、観客数を増やした。有名なイリュージョンとして、講演中の教授の首が切り離され、首が胴体に戻るまで話し続けるというものがある。ロベール＝ウーダン劇場を買い取った際、同劇場の主任技師ウジェーヌ・カルメル（Eugène Calmel） をそのまま雇っている。また、演者としてジュアンヌ・ダルシーもいた。後にメリエスの愛人となり、さらに後に2人目の妻となった。このころ、いとこの Adolphe Méliès が編集するリベラルな新聞 La Griffe で、風刺漫画家としても働いていた。
劇場主として、メリエスは舞台に立つことが徐々に減っていき、裏方に回ることが多くなっていった。監督、プロデューサー、脚本家、大道具、小道具などを務め、同時に新たなマジックの「ネタ」を考案した。劇場が人気になると、有名なマジシャンを何人も連れてきた。イリュージョンや演劇の合間に妖精のパントマイムやオートマタのパフォーマンスを行い、幻灯機のショー、雪が降るとか稲妻が走るといった特殊効果も行った。1895年 Chambre Syndicale des Artistes Illusionistes の会長に選ばれた。

## 初期の映画製作
1895年12月28日、パリのグラン・カフェ地階のサロン・ナンディアンで、同じくフランスのリュミエール兄弟による映画の公開を見た。メリエスはすぐさま1万フランでカメラを1台売ってほしいとリュミエール兄弟に申し出たが、拒否された（同時にフォリー・ベルジェールなどからさらに高額な提示があったためだという）。メリエスはロンドンに赴いてアニマトグラフの発明者ロバート・W・ポールから映画のフィルムを何本かと映写機を購入した。ロベール＝ウーダン劇場では1896年4月には日々の興行の一部として映画を上映している。そして技師リュシアン・コルスタン（Lucien Korsten）とリュシアン・ルロ（Lucien Reulos）の助けを借りてアニマトグラフの映写機を参考にして映画用カメラを作り始めた。オートマタや特殊効果用装置の部品を流用して実動するカメラを組み立てることができた。しかし、パリにはまだ撮影用の未使用のフィルムが売っておらず、現像所もなかったので、メリエスはロンドンでパーフォレーションのないフィルムを購入し、試行錯誤しながら自分で現像した。1896年9月、コルスタンおよびルロと連名で Kinètographe Robert-Houdin と名付けた鋳鉄製カメラ兼映写機の特許を取得した。動作音はかなり騒々しく、メリエスは「コーヒーミル」と「マシンガン」と呼んでいた。1897年にはパリでももっとよいカメラを購入可能になり、メリエスはさっそくゴーモンやリュミエール兄弟やパテのカメラを何台か購入した。
メリエスは1896年から1913年までに531作品の映画を撮影しており、作品の長さは1分程度から40分まで様々である。扱っている主題はメリエスが劇場で披露していたマジックショーに似ており、物が消えるとか大きさが変化するといった「トリック」や不思議な現象が含まれている。それら初期の特殊効果映画にはプロットと言えるものが基本的になかった。そういった特殊効果はプロットを強化するためというよりも、何が可能かを示すためだけに使われている。メリエスの初期の映画の多くは、単一のカメラによる合成で撮影されており、それだけで映画全編を構成している。例えば『一人オーケストラ』では多重露光を使い、メリエスが1人7役を演じ、同時に画面に映っている。後にバスター・キートンはこの技法をさらに洗練させ『キートンの即席百人芸』(1921) で使った。

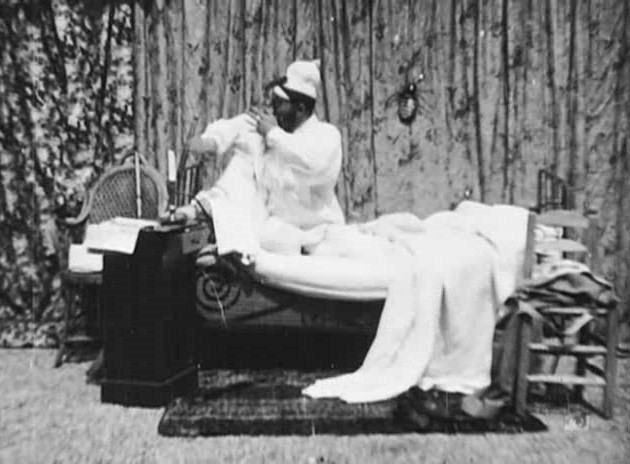
『困った一夜』のワンシーン

メリエスが映画を撮影しはじめたのは1896年5月のことで、8月にはロベール＝ウーダン劇場で上映を行っている。1896年末、ルロと共にスター・フィルムを創業し、コルスタンが主要カメラマンとなった。初期の作品の多くはリュミエール兄弟の作品のコピーまたはリメイクで、それによって1日2000人の集客があるグラン・カフェに張り合おうとした。例えば最初の作品とされる『カード遊び (Une partie de cartes)』もリュミエール作品『エカルテ遊び (Partie d'écarté)』とよく似ている。しかしメリエスの初期作品には彼の芝居とスペクタクルを好む傾向が表れており、『困った一夜』という作品は、ホテルの宿泊客が大きな虫に襲われる話である。より重要な差異として、リュミエール兄弟は彼らの発明が科学や歴史の研究にとって重要だと考えており、世界中にカメラマンを派遣して民族学的なドキュメンタリー映画を撮らせた。一方メリエスのスター・フィルムはマジックやイリュージョンの延長線上にある娯楽的方向へ舵を切った。メリエスは当初から映画撮影に特有の特殊効果を実験し、時にはその技法を発明した。回想録によれば、あるシーンを撮影中にカメラが一時的に故障し、映写してみるとバスが霊柩車に入れ替わり、女性が男性に入れ替わったという。この偶然からカメラを止めて被写体を入れ替えるというトリックを発見した。同じトリックは既にトーマス・エジソンが『メアリ王女の処刑』(1895) で斬首シーンに使っている。メリエスがこのトリックを最初に使ったのは『ロベール＝ウーダン劇場における婦人の雲隠れ』(1896) で、舞台から人間が消えるという当時既に古典的となっていたマジック（背後の隠し戸を使用）を映画的に強化し、人間を骸骨に変え、さらに人間を舞台上に再登場させた。
1896年9月、パリ近郊のモントルイユに映画スタジオを建て始めた。主な舞台となる建物は壁も天井もガラスでできていて、昼は照明なしで撮影できるようにしてあり、舞台の寸法はロベール＝ウーダン劇場のものと同じである。他に楽屋やセットを作るための格納庫も建設している。それぞれの色はモノクロのフィルムで撮影したとき思いがけない明るさの灰色になる可能性があるため、役者の衣装や化粧、セットなどは全て様々な明るさの灰色で着色された。メリエスはこのスタジオを「写真館と劇場の舞台を融合したもの」と称した。舞台でのマジックやミュージカルの手法に倣って、セットの前で役者が演じるという手法を採用。これ以降メリエスはモントルイユとロベール＝ウーダン劇場を行ったり来たりする生活となった。朝7時にスタジオ入りし、10時間セットの製作を指揮し、午後5時に着替えて劇場に戻って6時までにその日の出演者を迎え入れる。手早く夕食をとり、午後8時からのショーに間に合うよう劇場に戻り、その間にセットのデザインをスケッチする。ショーが終わるとモントルイユに戻って寝た。金曜日と土曜日はそれまでに作ったセットを使って撮影を行い、日曜日と祝日は劇場の昼間興行に充てた。

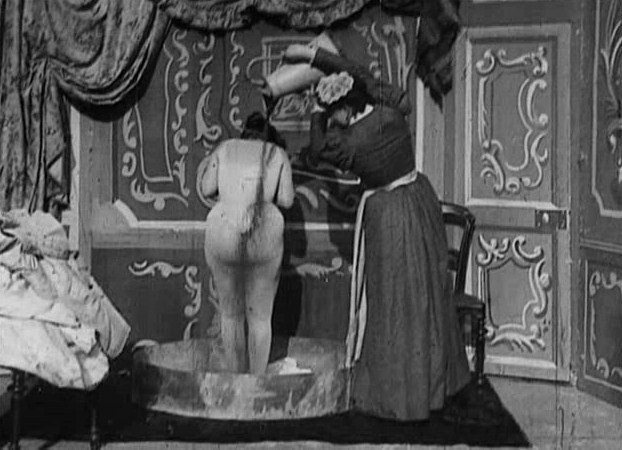
『舞踏会のあとの入浴』のワンシーン

1896年には78作品、1897年には53作品の映画を製作。その後も様々なジャンルの映画を撮り続けた。リュミエール風のドキュメンタリー、喜劇、歴史の再現、ドラマ、マジック、おとぎ話などが主なジャンルとなった。ジョルジュ・ブリュネルは1897年に「メリエスとルロは特色ある奇想天外な場面や芸術的場面、劇場を再現した場面などを作り、街頭を撮影しただけの他の映画とは異なるジャンルを生み出した」と記している。リュミエール兄弟やパテと同様ポルノ映画も製作しており、L'Indiscret aux Bains de mer、Le Magnétiseur、『舞踏会のあとの入浴』などがある。特に『舞踏会のあとの入浴』はメリエス作品で現存する唯一のポルノ映画で、ジュアンヌ・ダルシーが主演している。また1896年から1900年までの間に、10本の広告映画も製作しており、ウィスキー、チョコレート、離乳食などの商品のコマーシャルを作った。1897年9月、ロベール＝ウーダン劇場を映画館に転換し、映画の上映を主として合間にマジックを行うようにした。しかし、1897年12月末には映画の上映を土曜の夜のみに限定している。

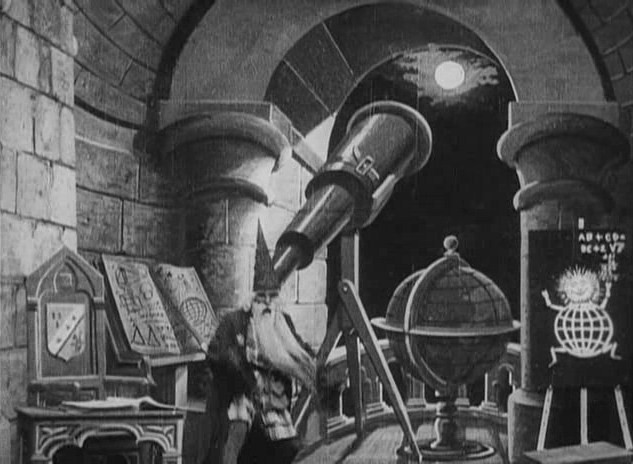
『天文学者の夢』のワンシーン

1898年には30本しか製作していないが、さらに野心的で精巧な映画を作るようになっていった。アメリカ海軍のメイン号の沈没を再現した Visite sous-marine du Maine、マジック映画 Illusions fantasmagoriques、おとぎ話の『天文学者の夢』などがある。『天文学者の夢』ではメリエスが天文学者を演じ、月や悪魔や天使が登場する。La Tentation de saint Antoine は宗教を皮肉った映画で、イエス・キリスト像が誘惑的な女性（ジュアンヌ・ダルシー）に変化する。メリエスはその後も宗教を皮肉った映画をいくつも製作した。また特殊効果の実験も続けており、Salle a manger fantastique では撮影時にフィルムを逆回しにしている。また、黒い背景で役者に演じさせ、フィルムを巻き戻して別の映像を再度撮影するという二重露光による合成も実験している。例えば La Caverne maudite では洞窟内を漂う透明な幽霊を描き、『幾つもの頭を持つ男』ではメリエスが自分の頭を3回取り除き、4つの頭で合唱してみせた。現代の目で見れば粗雑だが、こういった特殊効果を実現することは難しく熟練を要した。1907年のインタビューでメリエスは「役者は異なるシーンを10回演じて、その間の自分の動きを覚えておく必要があり、前のシーンで自分がどこにどういう格好でいたのかを正確に覚えて演じなければならない」と述べている。

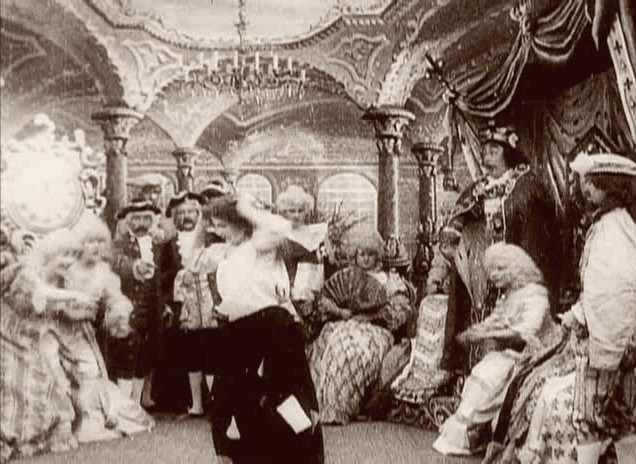
『シンデレラ』のワンシーン

1899年にも特殊効果の実験を続けている。例えば Cléopâtre はクレオパトラを描いた歴史映画ではなくミイラが現代に蘇るホラー映画で、2005年にパリで発見されるまでフィルムが現存しないと思われていた。この年、メリエスの2つの作品が有名になる。同年夏、当時論争となっていたドレフュス事件を描いた『ドレフュス事件』を製作。フランス陸軍所属のユダヤ人大尉アルフレド・ドレフュスがスパイ容疑で告発された事件である。メリエスはドレフュス派であり、ドレフュスが冤罪であり不当にデビルズ島の監獄に収監されたというように同情的に描いた。この映画が上映されると、両派の口論から乱闘に発展したため、警察は映画の結末部分の上映を禁止した。また同年後半、上映時間7分、20のシーンで構成され35人以上が出演した映画『シンデレラ』を製作。この映画はヨーロッパやアメリカ合衆国の各地で上映され、大成功を収めた。シグムンド・ルービンらアメリカの映画配給業者は、エジソンの映画市場支配が進む中、それに対抗できる魅力的作品を必要としていた。メリエスの作品は特に人気があり、『シンデレラ』は1899年12月の初公開以降も毎年のように再上映されている。トーマス・エジソンに代表されるアメリカの映画製作者は海外からの競争相手の参入に憤慨し、『シンデレラ』の成功後はメリエスの作品がアメリカ国内で上映されないよう画策したが、間もなく海賊版が出回るようになった。メリエスらは海外市場で対抗するため Chambre Syndicale des Editeurs Cinématographiques という組合を結成。メリエスが1912年まで組合長を務め、ロベール＝ウーダン劇場がその本部となった。そのころ、映画での収益をモントルイユのスタジオ拡充に使い、より精巧なセットを作れるようになり、増え続ける衣装や小道具などを納める倉庫を増設した。

## 国際的成功

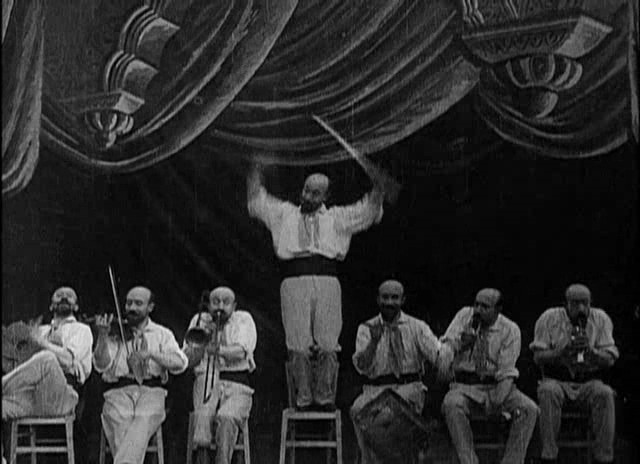
『一人オーケストラ』のワンシーン

1900年には33作品を製作しており、中には13分の長さの『ジャンヌ・ダルク』がある。『一人オーケストラ』では特殊効果をさらに進化させ、メリエス本人を7人同時に登場させてオーケストラを演じている。また Le Rêve de Noël という作品では、イエス・キリストの誕生の場面を特殊効果を使って描いている。1901年も映画を製作し続けて成功を収め、メリエスの名声は頂点に達した。La Chrysalide et le papillon d'or では、ある男が毛虫を翼のある美しい女性に変化させ、次に自身が毛虫に変化する。また、シャルル・ペローの物語に基づいたおとぎ話 Le Petit chaperon rouge（赤ずきん）や『青ひげ』といった作品もある。『青ひげ』ではメリエスが主人公の青ひげを演じ、ジュアンヌ・ダルシーらが共演している。この映画ではクロスカッティングやマッチカットといった技法を使い、登場人物が部屋から部屋へ移動する様子を描いている。エジソンの会社の1902年の映画『ジャックと豆の木』は、メリエスの『青ひげ』などの作品の技法を真似たものだが、あまり成功しなかった。同年製作の L'Omnibus des toqués blancs et noirs は黒人役を使ったバーレスクで、バスの4人の白人乗客が1人の大きな黒人に変化して、バス運転手がそれを撃つという話である。1902年になるとカメラを移動させて登場人物の大きさが変化したように見せるトリックの実験を始めた。台車に載せたカメラを前方に移動させたもので、同時にカメラマンは正確にフォーカスを調整し、役者は必要に応じて立ち位置を調整しなければならなかった。その技法を最初に使った作品が Le Diable géant ou Le Miracle de la madonne で、メリエス演じるサタンが巨大化してウィリアム・シェイクスピアのジュリエットを脅かすが、そこに聖母マリアが現れるとサタンが小さくなるという話だった。同じ技法は『ゴム頭の男』でも使われており、メリエス演じる科学者の頭が巨大化する。この技法も含め彼が長年改良してきた特殊効果の技術の集大成ともいうべき映画がこの年に製作された。
1902年5月、有名な『月世界旅行』を製作。宇宙船が月の目に突き刺さるシーンでよく知られている。ジュール・ヴェルヌの『月世界旅行』とH・G・ウェルズの『月世界最初の人間』を参考にした。メリエスは『天文学者の夢』(1898) で演じた天文学者によく似た教授を演じている。その教授は天文学会の会長で、月旅行の監督を務めている。巨大な弾丸のような形状の宇宙船が彼の研究所で作られ、それに6人の男が乗り組んで月を目指す。宇宙船は巨大な大砲で発射され、月を演じる男の目に突き刺さる。6人の男は月面を探検し、眠りにつく。夢の中で彼らの周りを星座が踊り、フォリー・ベルジェール所属の軽業師が演じる月人が襲撃してくる。月人から逃れて宇宙船にたどり着き、なんとか月を離れ、地球の海に着水する（水槽を多重露光で重ねて深海の雰囲気を出している）。最後に6人は研究所に生還し、後援者らに歓迎された。14分というメリエスとしてはそれまでで最長の作品であり、製作費は1万フランだった。モノクロ版と手描きで色をつけたカラー版を興行主らに販売し、フランスだけでなく世界中で大成功を収めた。これによりメリエスはアメリカでも有名になり、トーマス・エジソンやカール・レムリも違法コピーした海賊版で一儲けした。この著作権侵害をきっかけとして、メリエスはスター・フィルムのニューヨーク支社を立ち上げ、兄ガストン・メリエスが支社長となった。ガストンは靴屋では事業に失敗していた。1902年11月にニューヨークに着いたガストンは、アメリカでの著作権侵害の証拠を発見。例えば、バイオグラフ社が映画プロモーターのチャールズ・アーバンにロイヤルティを支払っていた。ニューヨークには Lucien Reulos （ガストンの義理の妹の夫）がついて行った。
1902年のメリエスの成功はさらに続き、3つの作品が当たった。『エドワード七世の戴冠式』では、イギリス国王エドワード7世の戴冠式を再現した。この映画は実際の戴冠式の前に撮影されており、スター・フィルムのロンドンでの代理人チャールズ・アーバンが取り仕切った。実際の戴冠式の予定日には上映可能となっていたが、エドワード7世の健康状態に問題が生じ、戴冠式が6週間延期された。そこでメリエスは実際の行列を撮影して映画に加えた。映画は当たり、エドワード7世もこれを鑑賞した。次の作品はジョナサン・スウィフトの『ガリヴァー旅行記』に基づいた Le Voyage de Gulliver à Lilliput et chez les géants とダニエル・デフォーの『ロビンソン・クルーソー』に基づいた Les Aventures de Robinson Crusoé だった。
1903年製作の『妖精たちの王国』について映画評論家ジャン・ミトリは「疑いもなくメリエスの最高傑作で、ともかく最高に誌的」と評した。18ものセットを使った30部構成の大作である。ロサンゼルスのトーマス・リンカーン・タリーは「『月世界旅行』より面白い」と広告を打って1903年に Lyric Theater で上映した。ロサンゼルス・タイムズ紙は「エキスパートが時間と金をかけて映画の限界を示した興味深い作品」と評した。この映画のプリントは英国映画協会とアメリカ議会図書館に保管されている。この年、メリエスは特殊効果の完成に向けた努力を続けた。Le Parapluie fantastique では変化の速度を速くし、『音楽狂』では7重の多重露光による合成を試している。その年の最後に『ファウスト』を題材にした Faust aux enfers を製作。これはエクトル・ベルリオーズのオペラを参考にしているが、ストーリーよりも地獄の旅を特殊効果でいかに表現するかに重点が置かれている。例えば、地下庭園、火の壁、水の壁などが登場する。1904年には続編 Faust and Marguerite を製作。こちらはシャルル・グノーのオペラに基づいている。この2つの映画を繋ぎ合わせた版も作っており、オペラの主要なアリアで同期させている。1904年にも『セビリアの理髪師』に基づいた Le Barbier de Séville で文芸路線を追求した。これらの作品は観客にも評論家にも受けがよく、メリエスの名声はさらに高まった。

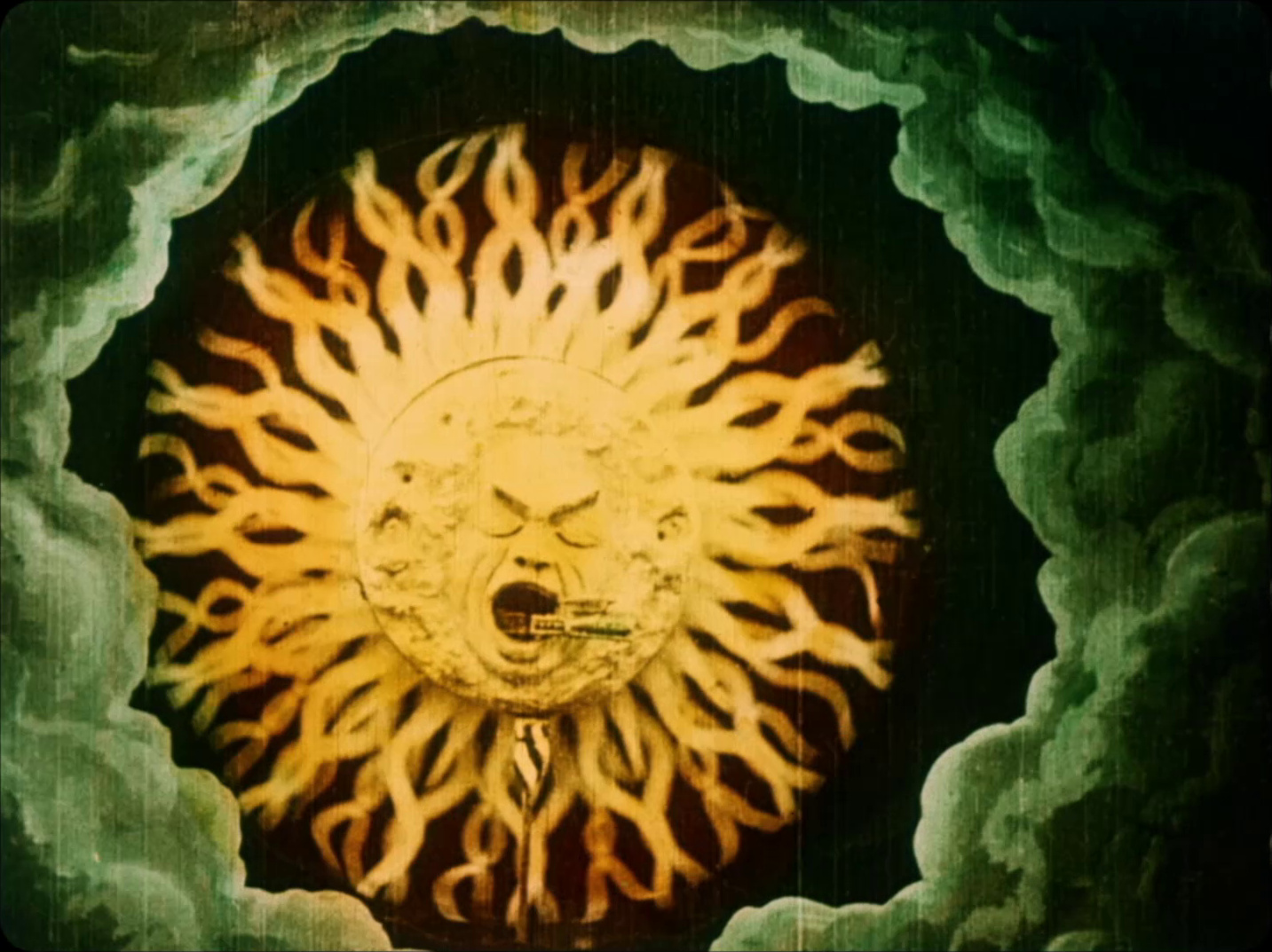
『不可能を通る旅』で太陽が宇宙船を飲み込もうとするシーン

1904年製作の最大の作品は『不可能を通る旅』で、『月世界旅行』に似ており、大洋の中や太陽など世界中を旅する映画である。メリエスは Institute of Incoherent Geography の技術者 Mabouloff の役で、『月世界旅行』の教授のような役回りである。Mabouloff は一行を Automobouloff という乗り物での旅に誘う。ある男はアルプス山脈の最高峰へと旅するが、その乗り物はそのまま昇り続け、太陽にまで到達する。太陽には『月世界旅行』での月のように顔があり、その乗り物を一飲みにする。結局地球に戻って潜水艦で大洋の中を進み、出発点に戻って歓迎される。24分の作品で、これも当たった。映画評論家 Lewis Jacobs は「この映画はメリエスの全才能を表している…彼のトリックの複雑さ、機械装置を持つ彼の資力、設定の想像性、豪華な背景画により、その当時の最高傑作となった」と評している。1904年、フォリー・ベルジェールの監督 Victor de Cottens はメリエスに彼のレビューの一部として上映する映画の特殊撮影を依頼した。その結果完成したのがベルギー王レオポルト2世を皮肉った Le Raid Paris-Monte Carlo en deux heures である。この映画はフォリー・ベルジェールでまず上映され、その後メリエスがスター・フィルムの作品として販売した。1904年末、トーマス・エジソンは Paley & Steiner の製作した映画がエジソンの製作した映画とストーリー・登場人物・撮影までそっくりだとして訴えた。エジソンは理由を示さずに、パテやスター・フィルムも同時に訴えている。Paley & Steiner は示談を選び（後にエジソンが買収）、この訴えが法廷に持ち込まれることはなかった。
1905年、Victor de Cottens からシャトレ座でのレビュー Les Quarte Cent Coups du diable への協力を依頼された。メリエスはそのために2つの短編映画 Les Voyage dans l'espace と Le Cyclone を製作し、レビュー全体の脚本にも協力した。1905年はまたジャン・ウジェーヌ・ロベール＝ウーダン生誕100周年でもあり、ロベール＝ウーダン劇場でも記念公演を行い、メリエスも数年ぶりに舞台で新たなマジック Les Phénomènes du spiritisme を披露した。同じころモントルイユのスタジオの増改築を行い、電気の照明を設置し、2つ目の舞台を作り、衣装も買い増した。1905年は22作品を製作しており、冒険もの『千一夜物語』、リップ・ヴァン・ウィンクルの伝説と Robert Planquette のオペラに基づいたおとぎ話 La Légende de Rip Van Winkle などがある。1906年に製作したのは18作品で、Les Quarte Cent Coups du diable や La Fée Carabosse ou le poignard fatal などがある。メリエスを有名にしたおとぎ話系の映画の人気は低下しはじめており、犯罪ものや家族ものといった新たなジャンルを模索しはじめた。アメリカのガストン・メリエスは、以前の3作品（『シンデレラ』、『青ひげ』、『ロビンソン・クルーソー』）の価格を下げなければならなくなった。1905年末には、ガストンはスター・フィルムの全作品の価格を20%値下げして、売り上げを回復させた。

## その後の映画製作

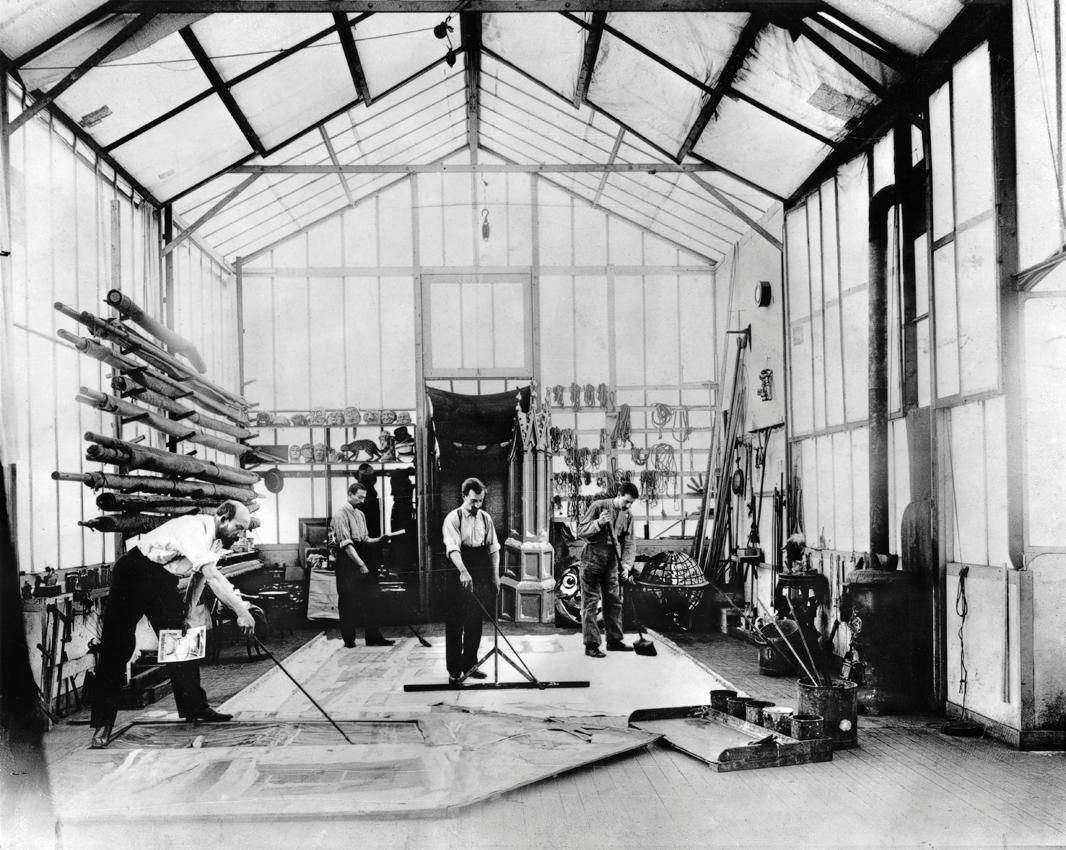
モントルイユのスタジオにいるメリエス

1907年、メリエスは舞台での新たなイリュージョンを3つ考案し、ロベール＝ウーダン劇場で披露した。映画は19作品を製作しており、ジュール・ベルヌの作品のパロディ『海底2万マイル』、『ハムレット』を短編化したものなどがある。ジャン・ミトリやジョルジュ・サドゥールといった映画評論家は1907年からメリエスの凋落が始まったと指摘し、「一方ではそれまでのものを繰り返し、他方では他者の新しいものの模倣になっていった」と評している。1908年、トーマス・エジソンはアメリカとヨーロッパの映画業界を制御する手段としてモーション・ピクチャー・パテンツ・カンパニー (MPPC) を結成。これにはメリエスのスター・フィルムも含め多くの映画製作会社が参加した。スター・フィルムは毎週1000フィートのフィルムをMPPCに供給することを義務付けられ、その義務を果たすためにメリエスはその年に68作品を製作した。ガストン・メリエスはシカゴに新たなスタジオ Méliès Manufacturing Company を作り、弟がエジソンへの義務を果たすのを助けようとした。しかし1908年中はガストンは全く映画を完成させていない。この年メリエスは野心作 La Civilisation à travers les âges を製作。これは人類の歴史をカインとアベルから1907年のハーグ陸戦条約まで悲観的に描いたもので、興行的には当たらなかったが、メリエスは生涯の最高傑作として誇りに思っていた。
1909年に入ると映画製作を止め、2月にはパリで開催された International Filmmakers Congress の第1回会合の議長を務めた。出席者の多くはメリエスも含めエジソンの独占を快く思っておらず、なんとかその状況を覆したいと考えていた。この会議では、今後は映画を販売するのではなく4カ月の契約でリースすること、リース先は会員に限ること、フィルムの規格を定めることで合意した。しかしメリエスにとっては2つ目の合意が問題で、メリエスの作品を上映しているのは映画館よりも見世物小屋や音楽ホールなどが多く、彼らは会員になる気はなかった。メリエスはある雑誌のインタビューに「私は企業ではなく、独立したプロデューサーだ」と応えている。1909年秋から映画製作を再開。同じころガストンは Méliès Manufacturing Company をニュージャージー州フォートリーに移転し、その年は3本の映画を製作した。1910年、ガストンはテキサス州サンアントニオに Star Films Ranch という新たなスタジオを設け、そこで西部劇の製作を開始。1911年にはスター・フィルムのアメリカ支社を American Wildwest Productions に改称し、カリフォルニア州南部に新たなスタジオを開設した。ガストンは1910年から1912年にかけて130以上の映画を製作し、MPPCへのスター・フィルムの義務の大半を満たした。同じ1910年から1912年にかけてジョルジュ・メリエスが製作したのはわずか20作品である。
1910年には14作品を製作し、Les Illusions fantaisistes では舞台上のマジックを扱っている。ロベール＝ウーダン劇場で過ごすことが多くなり、Spiritualist Phenomena という新たなレビューを作った。同年にスター・フィルムはゴーモンに映画配給を任せる契約を結んだ。また同年秋にはシャルル・パテと取引し、そのことがメリエスの映画製作者としての経歴に終止符を打つ原因となった。その取引とは、パテがメリエスに巨額の映画製作費を与える代わりに、製作した映画はパテが配給し、編集権もパテ側が持つというものだった。また、取引の一環としてパテはメリエスの自宅とモントルイユのスタジオに抵当権を設定した。メリエスはさっそく映画製作にとりかかり、1911年には『ミュンヒハウゼン男爵の幻覚』や Le Vitrail diabolique など7作品を製作。ほんの10年前には大人気だったおとぎ話的な映画だが、これらの作品は興行的には失敗し、赤字となった。
1912年も野心的作品を作り続けており、特に『極地征服』が有名である。当時、1909年にロバート・ピアリーが北極点に到達し、1911年にロアール・アムンセンが南極点に到達していた。それを踏まえた映画だが、霜の巨人（12人がかりで操作した）などのファンタジー的要素も含んでいた。またジュール・ベルヌの『ハテラス船長の冒険』の要素も含んでおり、『月世界旅行』、『不可能を通る旅』と合わせて三部作と呼ばれることもある。『極地征服』も興行的には失敗し、パテはメリエス作品の編集権を行使することを決めた。メリエス最後のおとぎ話的作品となった『シンデレラ』は、新技術のディープフォーカスカメラを使いロケ撮影した54分の作品だった。パテはメリエスの長年のライバルだっフェルディナン・ゼッカに編集を任せ、33分に短縮したが、これも興行的には失敗に終わった。その後の作品も同様の結果に終り、1912年末にはメリエスはパテとの契約を破棄することにした。一方ガストンは1912年夏、家族や撮影スタッフ20人を連れてタヒチ島にいた。そして1913年までかけて南太平洋とアジアを撮影して周り、ニューヨークにいる息子に撮影したフィルムを送っていた。しかし送られてきたフィルムはダメージを受けていて使えないことが多く、ガストンはMPPCへのスター・フィルムの義務を満たせなくなった。撮影旅行から戻ったガストンは5万ドルの損失を計上することになり、スター・フィルムのアメリカ支社を売却せざるを得なくなった。ガストンはヨーロッパに戻り、1915年に亡くなった。ガストンとジョルジュが顔を合わせることはなかった。
1913年、パテとの契約を破棄したが、同時にそれまで受けていた巨額の製作費を返済しなければならなくなった。しかし1914年に第一次世界大戦が始まって支払猶予令が出たため、パテはメリエスの自宅とモントルイユのスタジオを差し押さえできなくなった。いずれにしてもメリエスは破産し、映画製作を続けられなくなった。回想録でメリエスは、賃貸システムに馴染めなかった点、兄ガストンが財政面で失敗した点、第一次世界大戦の恐怖などを映画製作を辞めた主な原因としている。同時に1913年5月に妻ウジェニー・ジェナンが亡くなった。そのとき息子アンドレは12歳だった。戦争によりロベール＝ウーダン劇場が閉鎖され、メリエスは2人の子を連れて数年間パリを離れた。1917年、フランス陸軍はモントルイユのスタジオの建物を傷痍軍人のための病院として使用。メリエスはモントルイユの2つ目の舞台を劇場とし、1923年までそこで24以上のショーやレビューを催した。また戦時中、フランス陸軍はフィルムに含まれるセルロイドと銀を再利用するため、メリエスの映画の原版400本以上を没収している。陸軍は軍靴のかかと部分などにメリエスのフィルムを使った。1923年、オスマン通りという新たな大通りを建設するため、ロベール＝ウーダン劇場が取り壊された。同年、パテはついにスター・フィルムとモントルイユのスタジオを獲得。やけになったメリエスは、モントルイユのスタジオに保管されていた全てのネガやセットや衣装を燃やしてしまった。そのため、多くの作品が現存しないという状態になった。それでも200以上のメリエス作品が現存している。

## 晩年

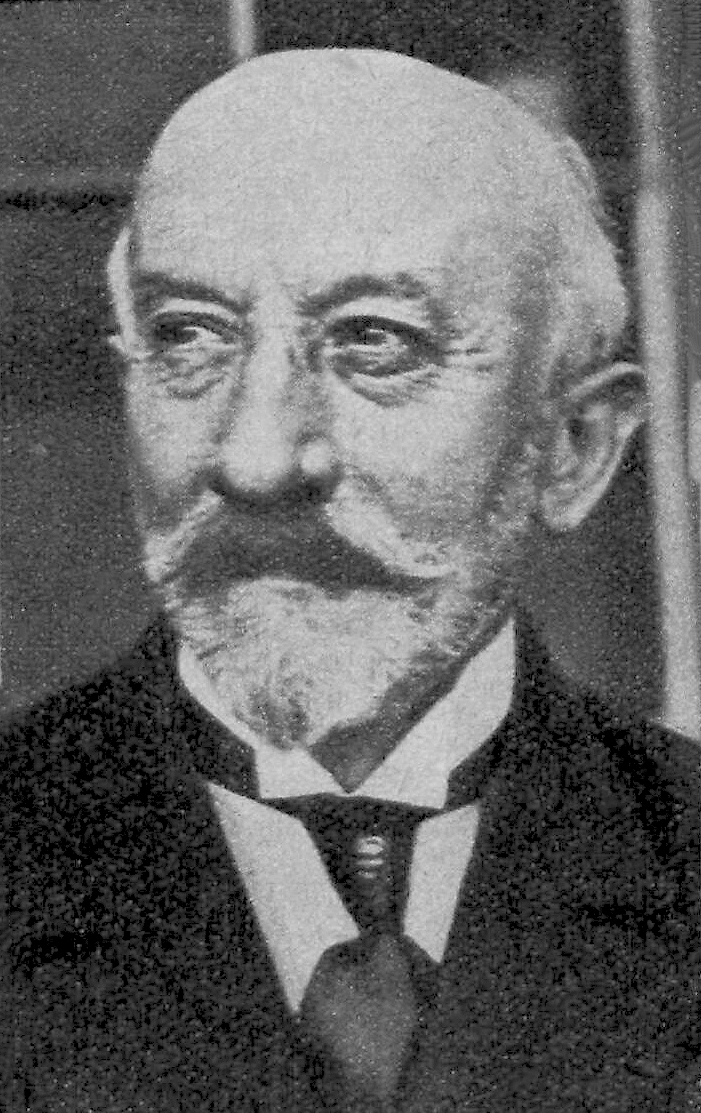
1938年1月27日のメリエス

全てを失ったメリエスは、公の場に姿を見せなくなった。1920年代中ごろにはモンパルナス駅周辺で飴と玩具の売り子をし、他の映画製作者らが集めた基金による援助で食いつないでいた。1925年、長年の愛人だったジュアンヌ・ダルシーと結婚し、パリに住んだ。1920年代末ごろ、何人かのジャーナリストがメリエスと彼の業績を調べ始め、新たな関心が生まれた。映画界で再評価されるようになり、1929年12月にはサル・プレイエルで回顧展が開催された。それについてメリエスは回想録で「人生の最高の瞬間を経験した」と記している。
1931年、レジオンドヌール勲章を受章。プレゼンターはルイ・リュミエールが務めた。リュミエールはメリエスを「映画的スペクタクルの創造者」と評した。しかしどんなに賞賛を受けても、生活は楽にはならなかった。Eugène Lauste という映画製作者に宛てた手紙でメリエスは、「運よく、健康状態はよい。しかし毎日14時間休み無く、冬の寒さの中や夏の暑さの中で働き続けることは難しい」と記している。1932年、映画界はメリエスと孫娘マドレーヌと妻ジュアンヌ・ダルシーに La Maison du Retrait du Cinéma（映画業界人のための老人ホームとしてオルリーに建設）の部屋を提供した。メリエスはこれに感激し、あるジャーナリストに「これでパンと住処を心配しなくて済むのは、最高の満足だ」と手紙を書いた。オルリーでは若い映画監督と共同で脚本を書いたりしたが、どれも実際の作品にはならなかった。例えば、ハンス・リスターとミュンヒハウゼン男爵の新たな脚本を書き、アンリ・ラングロワ、ジョルジュ・フランジュ、マルセル・カルネ、ジャック・プレヴェールと共に Le Fantôme du métro と題した作品を構想した。晩年にはプレヴェールと共に広告の仕事を若干行っている。1935年、ラングロワとフランジュはルネ・クレールを伴ってメリエスと会い、翌年にはオルリーの老人ホーム内の使われていない建物を映画フィルムのコレクションの保管所として借りた。そして、その保管所の鍵をメリエスに預けており、メリエスは後にシネマテーク・フランセーズの一部となるコレクションの最初の管理人となった。結局1913年以降新たな映画は製作できなかったし、1923年以降は舞台に立つこともなかったが、亡くなるまで絵や脚本を書き続け、若い映画製作者らに助言し続けた。
1937年末に重い病気にかかり、ラングロワがパリのレオポルド・ヴェラン病院への入院を手配した。ラングロワが手厚く看護し、死の直前にはフランジュが見舞いに訪れた。彼らが病床を訪れると、メリエスは最後のシャンパンボトルのコルクがはじけて泡があふれている絵を見せた。そして「友よ笑え、私と笑ってくれ。私はあなた方の夢を見たのだから」と言った。1938年1月21日、癌により死去。その数時間前にはもう1人の映画の先駆者エミール・コールも亡くなっている。ペール・ラシェーズ墓地に埋葬された。

## フィルモグラフィー

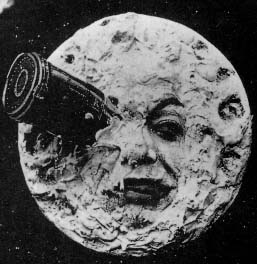
『月世界旅行』の有名な場面。メリエス自ら顔のある月を演じた

様々な原因により、メリエスの全531作品のうち現存するのは約200作品となっている。メリエス自身がオリジナルのネガを焼却しており、フランス陸軍がプリントを没収したこともあり、1950年より以前のフィルムの80%は自然に劣化した。新たにフィルムが発見されることもあるが、現存する作品の大部分はアメリカ議会図書館に保存されていたものである。これは、ガストン・メリエスがスター・フィルムのアメリカ支社を立ち上げた1902年以降、著作権を守るため、映画の各フレームを印画紙に焼き付けたものを提出していたためである。
以下の主な作品の一覧は、『魔術師メリエス 映画の世紀を開いたわが祖父の生涯』に基づく。
- カード遊び Une partie de cartes（1896年）
- ヴァンセンヌ駅への列車の到着 Arrivée d'un train gare de Vincennes（1896年）
- 困った一夜 Une nuit terrible（1896年）
- ロベール＝ウーダン劇場における婦人の雲隠れ Escamotage d'une dame chez Robert-Houdin（1896年）
- 悪魔の館 Le Manoir du diable（1896年）
- 呪われた城 Le Château hanté（1897年）
- トルナボス陥落 La Prise de Tournavos（1897年）
- ギリシャ海戦 Combat naval en Grèce（1897年）
- カレーとドーヴァーの間 Entre Calais et Douvres（1897年）
- 舞踏会のあとの入浴 Après le bal (le tub)（1897年）
- 海底の軍艦メーヌ号見学 Visite sous-marine du "Maine"（1898年）
- ピグマリオンとガラテア Pygmalion et Galathée（1898年）
- 天文学者の夢（月まで一メートル） La Lune à un mètre（1898年）
- 幾つもの頭を持つ男 Un homme de têtes（1898年）
- 聖アントワーヌの誘惑 La Tentation de saint Antoine（1898年）
- 修道院の悪魔 Le Diable au couvent（1899年）
- ドレフュス事件 L'affaire Dreyfus（1899年）
- シンデレラ Cendrillon（1899年）
- 一人オーケストラ L'Homme Orchestre（1900年）
- ジャンヌ・ダルク Jeanne d'Arc（1900年）
- 魔法の本 Le Livre magique（1900年）
- クリスマスの夢 Le Rêve de Noël（1900年）
- 常識はずれの新たな争い Nouvelles luttes extravagantes（1900年）
- 蛹と黄金の蝶 La Chrysalide et le Papillon d'or（1900年）
- 不思議な分裂 Dislocation mystérieuse（1901年）
- 赤ずきん Le Petit Chaperon rouge（1901年）
- 青ひげ Barbe-Bleue（1901年）
- ゴム頭の男 L'Homme à la tête en caoutchouc（1901年）
- 小人と巨人 Nain et Géant（1901年）
- マルチニク島の火山の爆発 Éruption volcanique à la Martinique（1902年）
- 月世界旅行 Le Voyage dans la Lune（1902年）
- エドワード七世の戴冠式 The Coronation of Edward VII（1902年）
- サタンの宝物 Les Trésors de Satan（1902年）
- 無理なバランス L'Équilibre impossible（1902年）
- ガリヴァー旅行記 Le Voyage de Gulliver à Lilliput et chez les géants（1902年）
- ロビンソン・クルーソーの冒険 Les Aventures de Robinson Crusoé（1902年）
- 地獄のケーキウォーク踊り Le Cake-walk infernal（1903年）
- よく眠れる宿屋 L'Auberge du bon repos（1903年）
- 音楽狂 Le Mélomane（1903年）
- 妖精たちの王国 Le Royaume des fées（1903年）
- 地獄の鍋 Le Chaudron infernal（1903年）
- 地獄のファウスト Faust aux enfers（1903年）
- トルコの死刑執行人 Le Bourreau turc（1903年）
- セビリアの理髪師 Le Barbier de Séville（1904年）
- 不可能を通る旅 Le Voyage à travers l'impossible（1904年）
- 千一夜物語 Le Palais des mille et une nuits（1905年）
- パリ＝モンテカルロ二時間レース Le Raid Paris-Monte Carlo en deux heures（1905年）
- 海底二万マイル Vingt Mille Lieues sous les mers（1907年）
- 文明の歴史 La Civilisation à travers les âges（1908年）
- 悪魔の下宿人 Le Locataire diabolique（1909年）
- ミュンヒハウゼン男爵の幻覚 Les Hallucinations du baron de Münchhausen（1911年）
- 極地征服 À la conquête du pôle（1912年）
- シンデレラ Cendrillon ou la Pantoufle mystérieuse（1912年）
- 雪の騎士 Le Chevalier des neiges（1912年）
- ブリション家の旅行 Le Voyage de la famille Bourrichon（1912年）

## 大衆文化における言及
- 『グラン・メリエス（英語版）』 (1952) - メリエスの生涯を描いた映画。ジョルジュ・フランジュ監督。メリエスの息子が父を演じている部分がある。
- 『八十日間世界一周』(1956) - 冒頭に『月世界旅行』が使われている。
- 『中国女』(1967) - ジャン＝リュック・ゴダール監督。ギョーム（ジャン＝ピエール・レオ）は、リュミエール兄弟とメリエスのどちらがフランス映画界の真の創始者かという議論について講義を行う[19]。
- クイーンの「ヘヴン・フォー・エヴリワン」の1995年のミュージックビデオで、『月世界旅行』と『不可能を通る旅』のシーンが使われている[20]。
- スマッシング・パンプキンズの "Tonight, Tonight" のミュージックビデオはメリエスの『月世界旅行』を再現しており[21]、高く評価されている[22]。
- HBO製作の『フロム・ジ・アース/人類、月に立つ』の最終エピソードで、チェッキー・カリョがメリエスを演じている。
- ブライアン・セルズニックの小説『ユゴーの不思議な発明』(2007) ではメリエスの映画への貢献を扱っており、マーティン・スコセッシ監督により『ヒューゴの不思議な発明』(2011) として映画化された。メリエスを演じたのはベン・キングズレー[23]。
- リヨの漫画『もっとマンガで分かる！ Fate/Grand Order』より、女主人公が作り上げたうどんサーヴァントの一人にライダーのサーヴァントが登場する。エジソンを捕まえて『月世界旅行』の1シーンを撮影する描写と単行本1巻の「映画史黎明期の映画監督」からメリエスであることが暗に仄めかされている。

## 関連文献
- Bessy, Maurice and Duca, Lo. Georges Méliès, mage. France: J.J. Pauvert. 1961.
- Brackhage, Stan. The Brakhage lectures: Georges Méliès, David Wark Griffith, Carl Theodore Dreyer, Sergei Eisenstein. The GoodLion. 1972.
- Deslandes, Jaques. Le boulevard du cinéma à l'époque de Georges Méliès. France: Éditions du Cerf. 1963.
- Erza, Elizabeth. Georges Méliès, the birth of the auteur. New York : Manchester University Press. 2000.
- Frazer, John. Artificially arranged scenes : the films of Georges Méliès. MA, G. K. Hall and Company. 1979.
- Gaudreault, André. "Theatricality" and "narrativity" in the work of Georges Méliès. McGill University. 1982.
- Hammond, Paul. Marvellous Méliès. St. Martin's Press. 1975.
- Handman, Gary. Georges Méliès : a bibliography of materials in the UC Berkeley Library. UC Berkeley. 2009.
- Jenn, Pierre. Georges Méliès Cineaste. France: Editions Albatros. 1984.
- Kessler, Frank, Lenk, Sabine and Loiperdinger, Martin. Georges Mʹelis̀, Magier der Filmkunst. Germany: R. Stern. 1993.
- Malthête-Méliès, Madeleine. Méliès l'enchanteur. France: Hachette. 1973.
- Malthête-Méliès, Madeleine. Méliès et la naissance du spectacle cinematographe. France: Klincksieck. 1984.
- Malthête-Méliès, Madeleine. Essai de Reconstitution du Catelogue Francais de la Star-Film suvivi d'une Analyse Catalographique des Films de Georges Méliès recenses en France. Centre National de la Cinematographie. 1981.
- Malthête, Jacques. Méliès, l'illusionniste fin de siecle?. France: Presses de le Sorbonne nouvelle. 1998.
- Méliès, Gaston. Le Voyage autour du monde de la G. Méliès Manufacturing Company. France: Association Les Amis de Georges Méliès. 1988.
- Méliès, Georges. Memoirs. France: J.J. Pauvert. 1961.
- McLaren, Norman. Georges Melies : first wizard of cinema. Flicker Alley. 2008.
- Robinson, David. Georges Méliès : father of film fantasy. Museum of the Moving Image. 1993.
- Sadoul, Georges. Georges Méliès. France: Éditions Seghers. 1961.
- Sadoul, Georges. An index to the creative work of Georges Melies, 1896-1912. Sight and Sound. 1947.
- Smith, Jason and Kentridge, William. William Kentridge : 7 fragments for Georges Méliès. National Gallery of Victoria. 2006.
- Thompson, Frank T.. The Star Film ranch : Texas' first picture show. Republic of Texas Press. 1996.

- Museo Méliès, English and Spanish (Pequeña Coleccion Privada)
- Index des Films avec Georges Méliès
- Cinémathèque Méliès (Les Amis de Georges Méliès)
- Georges Méliès daily in-depth reviews of individual Méliès films
- Méliès: Inspirations & Illusions